# Jeździectwo na Letnich Igrzyskach Olimpijskich 1920 – woltyżerka indywidualnie
Woltyżerka indywidualnie były jedną z konkurencji jeździeckich na Letnich Igrzyskach Olimpijskich 1920. Zawody odbyły się w dniu 11 września. W zawodach uczestniczyło 18 zawodników z 3 państw.

## Wyniki
Wyniki trzech najlepszych zawodników z każdej ekipy były podstawą do ustalenia klasyfikacji w konkurencji drużynowej
| Miejsce | Zawodnik              | Wynik  |
| ------- | --------------------- | ------ |
| 1       | Daniel Bouckaert      | 30,500 |
| 2       | Field                 | 29,500 |
| 3       | Louis Finet           | 29,000 |
| 4       | Maurice Van Ranst     | 28,000 |
| 5       | van Schauwenbroeck    | 27,250 |
| 6       | Albert van Cauwenberg | 26,666 |
| 7       | Salins                | 26,333 |
| 8       | Victor Claes          | 26,163 |
| 9       | Cauchy                | 25,250 |
| 10      | Cabanac               | 24,333 |
| 11      | Alfred Badu           | 23,000 |
| 12      | Formal                | 22,833 |
| 13      | Carl Green            | 20,500 |
| 14      | Anders Mårtensson     | 20,250 |
| 15      | Oskar Nilsson         | 18,666 |
| 16      | Oscar Nilsson         | 14,916 |
| —       | Herman Kristoffersson | DNF    |